# Thelma de Oliveira
Thelma Pimentel Figueiredo de Oliveira, mais conhecida como Thelma de Oliveira (Cuiabá, 30 de outubro de 1957), é uma enfermeira e política brasileira. Filiada ao PSDB, foi prefeita de Chapada dos Guimarães. Anteriormente, foi deputada federal pelo estado do Mato Grosso.
Era casada com Dante de Oliveira, mas ambos não tiveram filhos. 

## Carreira política
Começou a carreira política em 1986, como primeira dama de Cuiabá durante o primeiro governo Dante de Oliveira, vindo também a integrar o segundo governo Dante de Oliveira na capital para o mandato 1993-1994.
Primeira dama durante o governo estadual Dante de Oliveira, entre 1995 e 2002, foi eleita deputada federal em 2002, sendo reeleita em 2006. Ao deixar a Câmara dos Deputados em janeiro de 2011, aposentou-se até 2016. Articulou-se para lançar seu nome a prefeitura de Chapada dos Guimarães pelo PSDB. Durante a campanha, vinculou seu nome com o de seu ex-marido Dante de Oliveira para pedir votos. Enfrentou Gilberto Mello e 2 candidatos, sendo eleita com um total de 5.110 votos.
Foi eleita prefeita de Chapada dos Guimarães em 2016. Em 2020, tentou a reeleição, mas ficou em terceiro lugar. 